# Монгольское завоевание Бирмы
Монгольское завоевание Бирмы — произошло во второй половине XIII века и включало в себя несколько вторжений войск Монгольской империи в царство Паган.

## Предыстория
На территории современной китайской провинции Юньнань находилось государство Дали, основным населением которого были тайцы. Из-за проникновения китайцев на юг тайцам пришлось мигрировать на полуостров Индокитай. В середине VIII века они появились на территории современной Бирмы и подчинили себе местные племена пью и вытеснили монов. В XI веке там было основано царство Баган (Паган). В результате завоевания Китая, где установилась династия Юань, монголы в 1253—1254 годах разгромили и государство Дали, что ускорило переселение тайцев на полуостров и открыло туда дорогу завоевателям.

## Первые столкновения
Вскоре после провозглашения в 1271 году империи Юань хан Хубилай через правителя провинции Юньнань отправил к правителю царства Паган Наратихапате послов, потребовавших включения Пагана в состав владений империи Юань. Правитель Пагана должен был с дарами лично прибыть в Ханбалык. Наратихапат уклонился от этого визита, вызвав негодование правящих кругов империи. В 1273 году в Паган прибыла миссия, которая привезла письмо Хубилая паганскому правителю с напоминанием о подчинении императору и угрозой войны в случае отказа. Мьянманские источники и китайская династийная хроника «Юань ши» утверждают, что правитель Пагана казнил послов.
В 1276 году пала китайская империя Южная Сун, что освободило для военных действий большие массы монгольских войск. Весной 1277 года войска империи Юань под командованием наместника Юньнани Хуту вторглись в пределы Пагана; в этом походе принял участие Марко Поло. Шестидесятитысячная мьянманская армия встретилась с конницей монголов и отрядом вооружённой луками гвардии в битве при Нгазаунджане, красочно описанной знаменитым венецианцем со слов очевидца. Слоновая кавалерия — главная ударная сила мьянманской армии — попала в ловушку, и сражение было проиграно.
В конце 1277 года монголы предприняли новый поход на Паган из Юньнани под предлогом помощи одному из горных племён. Была захвачена сильная крепость Каунсин на его северо-восточной границе, а также город Бамо. Разграбив этот центр караванной торговли, монголы вскоре ушли на территорию Юньнани.

## Разгром Паганского царства
В 1285 году монголы потерпели поражение во Вьетнаме. Собирая силы для нового наступления на Дайвьет, Хубилай не дал в 1287 году разрешения на войну с Паганом. Правитель провинции Юньнань был вынужден вести боевые действия против Пагана на свой страх и риск.
Есу Тимуру удалось взять столицу страны и оккупировать территорию вплоть до Прома. Паган с его храмами и монастырями, пагодами и дворцами был разрушен и предан огню. На территории, захваченной монголами, была создана административная единица Мяньчжун, вскоре преобразованная в зависимое от Юань государство. На трон в Пагане в 1289 году был посажен вассальный правитель Чосва, и был установлен размер ежегодной дани.